# Jo Levels
Jo Levels (Echt, 15 augustus 1960) is een voormalig Nederlands voetballer.
Hij werd in zijn juniorentijd geselecteerd voor het Limburgs amateurelftal. Zo kwam de talentvolle voorstopper van EVV in beeld bij eredivisionist FC VVV, waar trainer en plaatsgenoot Sef Vergoossen hem op 18-jarige leeftijd in het eerste elftal liet debuteren in een uitwedstrijd bij FC Twente op 13 mei 1979. Vier jaar later, in 1983, koos de pas 22-jarige semiprof voor een maatschappelijke carrière als fysiotherapeut. Levels keerde vrijwillig terug naar de amateurs, waar hij nog voor SV Limburgia en later RKVV Maasbracht speelde.

## Clubcarrière
| Seizoen         | Club            | Competitie      | Competitie | Competitie | Beker | Beker | Overige | Overige | Totaal | Totaal |
| Seizoen         | Club            | Competitie      | Wed.       | Dlp.       | Wed.  | Dlp.  | Wed.    | Dlp.    | Wed.   | Dlp.   |
| --------------- | --------------- | --------------- | ---------- | ---------- | ----- | ----- | ------- | ------- | ------ | ------ |
| 1978/79         | FC VVV          | Eredivisie      | 4          | 0          | 0     | 0     | —       | —       | 4      | 0      |
| 1979/80         | FC VVV          | Eerste divisie  | 0          | 0          | 0     | 0     | —       | —       | 0      | 0      |
| 1980/81         | FC VVV          | Eerste divisie  | 0          | 0          | 0     | 0     | —       | —       | 0      | 0      |
| 1981/82         | FC VVV          | Eerste divisie  | 9          | 0          | 0     | 0     | 6       | 0       | 15     | 0      |
| 1982/83         | FC VVV          | Eerste divisie  | 5          | 0          | 1     | 0     | 1       | 0       | 7      | 0      |
| Carrière totaal | Carrière totaal | Carrière totaal | 18         | 0          | 1     | 0     | 7       | 0       | 26     | 0      |